# 알카사르

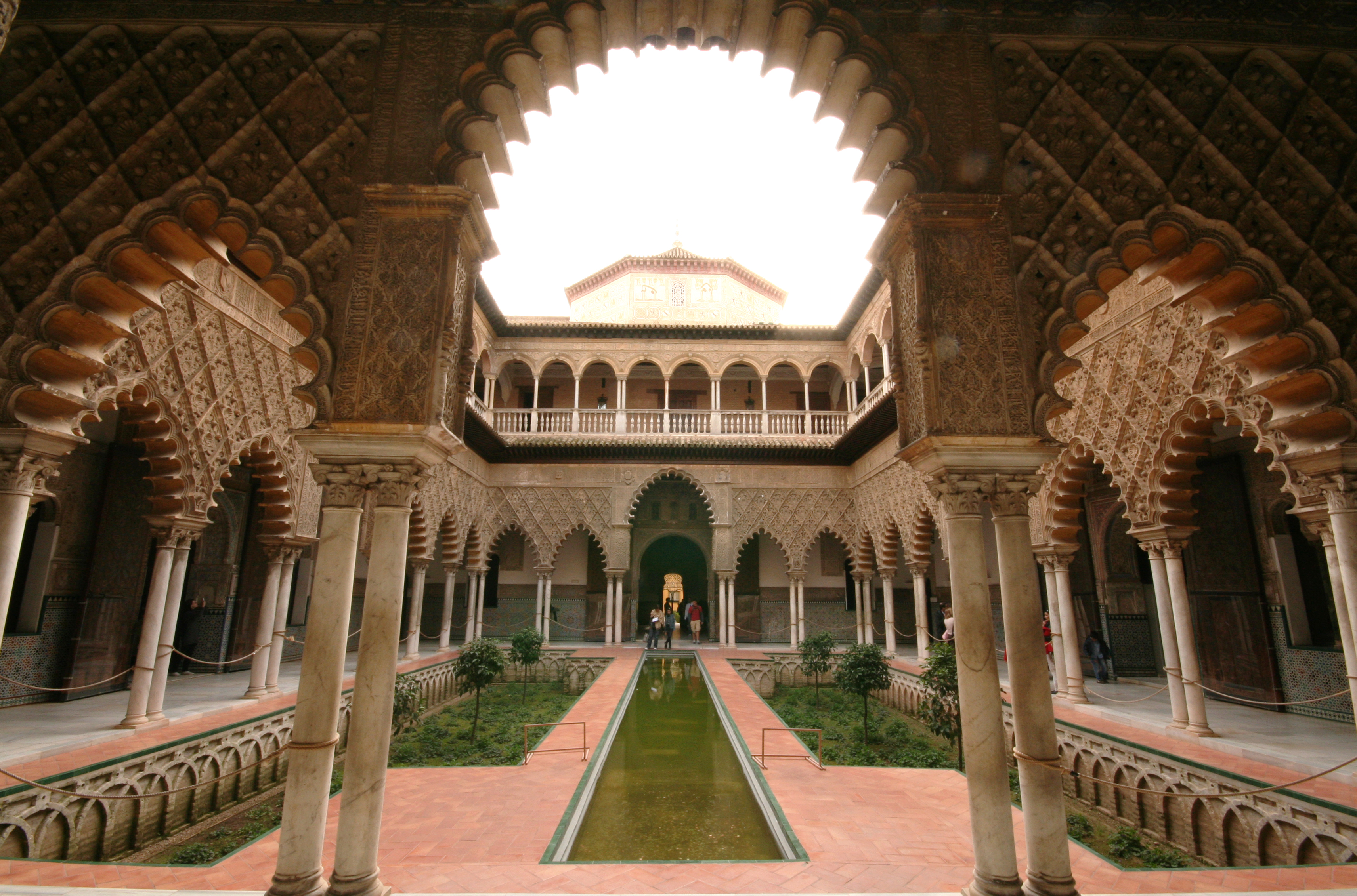
세비야에 위치한 알카사르

알카사르(스페인어: Alcázar, 카탈루냐어: Alcàsser, 포르투갈어: Alcácer 알카세르[*])는 8세기에서 15세기 사이 이슬람 통치 시기 이베리아반도 (알안달루스)에 지어진 이슬람 양식의 성과 궁전이다. 이 건축물들은 우마이야 칼리파국 그리고 후대에는 스페인의 레콩키스타 이후 기독교도 통치자들에게 거처이자 지방 거점 기능을 하였다. 알카사르라는 용어는 또한 로마 시기나 서고트 왕국 때 기독교인들이 지은 여러 중세시대 성들이나 이슬람 요새들에도 사용되며 성을 뜻하는 스페인어 '카스티요'(castillo)의 동의어로도 자주 쓰인다.

## 용어
스페인어 단어 'alcázar' (알카사르 [alˈkaθaɾ])는 아랍어로 '요새, 성, 궁전'을 뜻하는 القصر (알카스르)에서 비롯했고, 다시 알카스르는 라틴어 '카스트룸' (요새, 군영)에서 전래됐다.
유사한 단어들이 갈리시아어 (alcázar, 발음 [alˈkaθɐɾ]), 포르투갈어 (alcácer, 발음 [ɐɫˈkasɛɾ]), 카탈루냐어 (alcàsser, 발음 [əlˈkasəɾ])에 존재한다.
스페인은 또한 알카사바(القصبة '알카스바'스라고 알려진 무슬림 요새도 존재한다. 그렇지만 스페인에 존재하는 모든 성들을 알카사르라고 지칭하지는 않는다. 대부분은 스페인어로 '카스티요'(castillo) 혹은 카탈루냐어로 '카스텔'이라고 한다. 모든 이베리아반도에 있는 알카사르나 알카사바가 무슬림들에 의해 지어진 것은 아니며 이름들을 지닌 여러 성들은 이슬람 칼리파 왕조들이 이베리아반도에서 축출당한 뒤에 건설됐다. 스페인의 레콩키스타 이후에, 기독교도 후원자들은 무데하르라고 알려진 이슬람 양식을 본받아 궁전을 짓거나 재단장하였다.
보통, 알카스르들은 유럽인들이 이슬람교 신앙을 따르는 자들을 일컫는 용어인 '무어'를 사용하여 묘사된다. 한편 "무어인"은 스페인의 이슬람 교도들을 일컫는 데 수세기간 사용되었으나, 하지만 오늘날에는,  "무어의 성질"에 대한 혼동이 종종 조심스럽게 접근된다. 이 용어는 역사적으로 스페인에서 '타인들'을 의미하고 무슬림인들을 이국적으로 보기 위해 극단적으로 사용되었다. 오늘날에는 무어 대신에 이슬람, 무슬림, 안달루스 등의 용어를 사용하나, 역사적 맥락을 분명하게 해서 쓸 필요가 있다.

## 역사
알카사르는 이슬람 통치자들 그리고 그 뒤로는 알안달루스의 기독교 통치자들이 차지했으며, 이 건축물들은 지배자들의 권력과 부를 상징해냈다. 시간이 흘러, 건축물의 다른 문화적 영향력들이 합쳐져, 알카사르를 이슬람, 기독교, 유대교 문화의 투과로서 나타낸다.

### 기원
알카사르는 우마이야 왕조 시기에 처음으로 건설되었다. 서고트 왕국을 정복한 후에 우마이야 왕조는 세련된 이슬람 제국을 만들기 위해 그들의 건축물을 발전시키기 시작했다. 717년에 정복을 마친 뒤, 우마이야의 칼리프들은 스페인 코르도바에 수도를 건설하고, 옛 서고트 왕국의 궁전을 칼리프들의 알카사르로 전환시켰다.

### 우마이야 왕조 (711년–1010년)
아라비아의 우마이야 왕조 정권은 8세기 중엽 아바스 칼리파국의 발흥으로 끝나고 말았다. 우마이야의 칼리프 아브드 알라흐만 1세는 중동에서 달아나, 5년간 서쪽으로 향했고 마침내 711년 이슬람의 이베리아 정복 이후 알안달루스라 알려진 곳에 정착하였다. 그와 그의 자손들은 지배자들과 안달루스 엘리트들에게 거처가 된, 장대한 도시들에 맞먹는 궁전들을 지었다.
- 메디나 아자하라는 우마이야 칼리프 아브드 알라흐만 3세가 설계하고 그의 아들 알하캄 2세의 감독 하에 건설되었다.[7] 우마이야 왕조가 이라크의 아바스 왕조한테서 달아나고 난 뒤 스페인에 지어진 최초의 우마이야의 왕궁 도시였다. 서기 936년에 세워진, 이 왕국 도시는 바그다드의 왕궁들과 필적했다.[8]

### '레콩키스타' (897년–1492년)

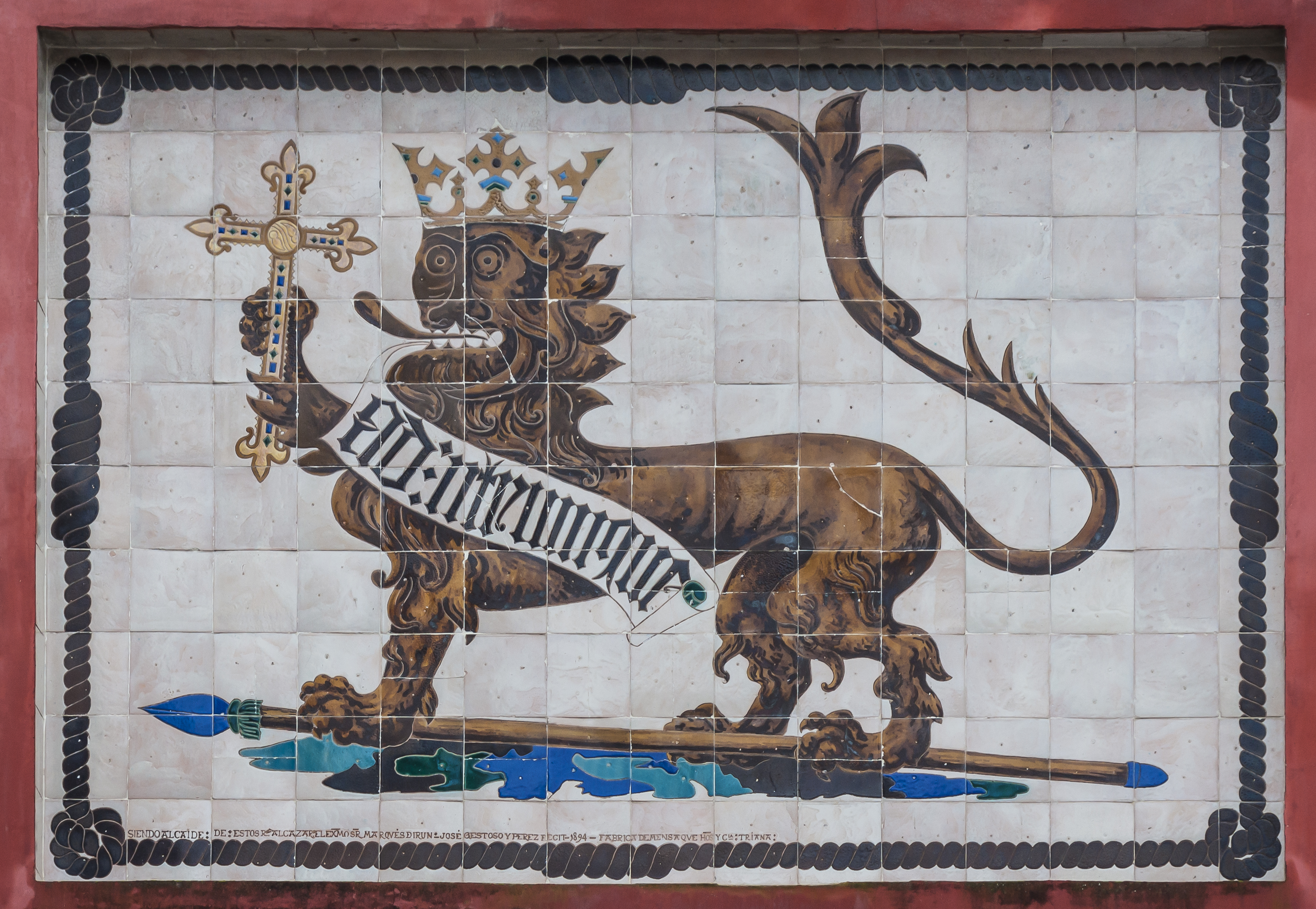
세비야의 알카사르에 있는 아줄레주에 나타난 유럽과 기독교의 도상

이슬람 제국이 8세기에 피레네산맥에 도달한 지 얼마 안 되어, 기독교 측 군대는 스페인에서 탈환 작전을 시작했다. 801년에 바르셀로나 점령으로 시작하여 1492년 그라나다로 끝을 마친, 기독교도 통치자들은 이슬람의 스페인에서 기독교의 스페인으로 700년 동안의 전환을 시작했다. 아랍 통치자들이 지은 여러 이슬람풍의 건축물은 기독교 통치 동안에 변형되었다.
- 1236년 코르도바 점령 이후, 페르난도 3세는 황폐화 작전을 계속하였고, 몇 년 뒤에는 세비야에 도달했다. 세비야 공방전은 16달간 계속됐고 기독교 군대가 육상과 해상 모두 이슬람 측을 고립시키면서 이들을 항복하게 만들어 종료되었다. 이슬람의 세비야는 1248년 11월 23일에 항복했고, 카스티야의 군대는 즉시 세비야의 알카사르를 점령했다.
- 카스티야와 레온의 기독교 왕, 페드로 1세는 무데하르 기술자들에게 안달루시아 전역에 알카사르를 지으라고 의뢰를 하였다. 가장 주목할 만한 추가 건축물은 세비야의 알카사르에서 볼 수 있는데, 이곳에서 장식적인 이슬람 양식이 계속되었고, 국왕이자 '술탄' 돈 페드로와 알라를 칭송하는 아랍어 비문이 있다.[9]

### 나스르 왕조 (1184년–1492년)

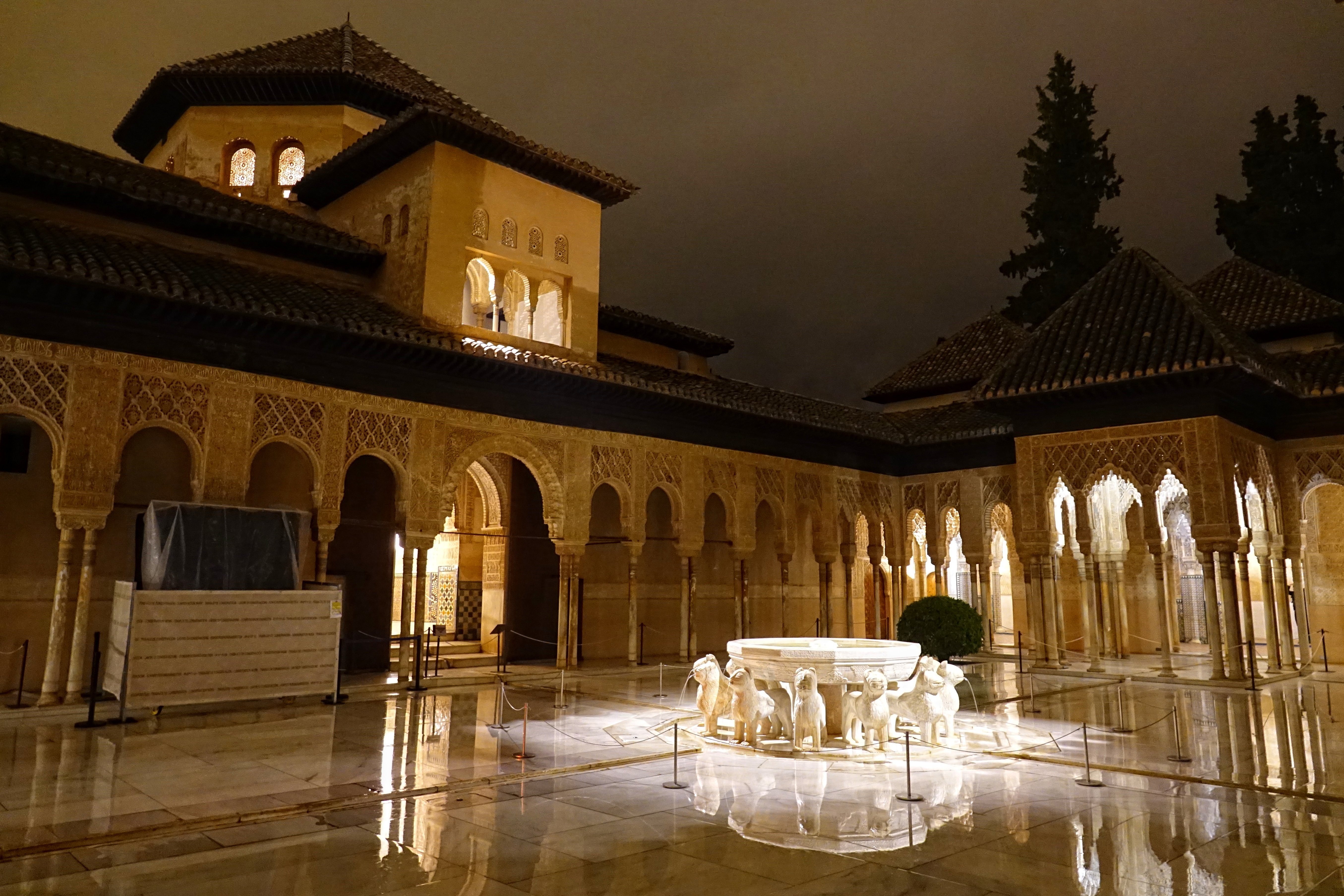
한밤 중 알함브라 궁전의 중심지인 사자의 중정.

나스르 왕조는 1492년 레콩키스타로 멸망하기까지 이베리아의 마지막 이슬람 왕조였다. 이들은 북쪽의 스페인 군주들의 위협 속에서도 긴 시간 스페인 남부에서 이슬람 근거지를 지켜온 것으로 알려져 있다. 아마, 이들의 가장 위대한 건축적 성과는 그라나다에 위치한 알함브라라고 할 수 있다.
- '붉은 것'을 뜻하는 것으로 해석되는 알함브라는 왕족의 거주지로서 역할을 하기 위해 나스르 왕조가 건설한, 넓고 요새화 된 왕궁 도시이다. 건축물에 종교적 비문과 더불어 이슬람적 미학을 사용한 것으로 유명하다.[1] 알함브라는 일부 궁전과 정원들로 구성되어 있는데, 이곳에서 나스르의 술탄들은 국정을 다루고 일상생활을 보냈다.

### '레콩키스타' 이후 (1492년–현재)
이슬람 인구의 다수는 '레콩키스타' 이후에 스페인에서 이주해야만 했고, 일부 무데하르들은 남아, 16세기 동안에 기독교인 후원자들을 위해 혼합된 기념물들을 계속해서 지었다.
- 기독교인들의 스페인 탈환 이후 몇 년 동안에, 알함브라는 유럽풍 양식으로 많은 변화를 거쳤고 방치 또한 겪었다.[10] 1828년 이래로, 스페인의 알함브라 같은 건축물들을 복원하고 보전하려는 지속적인 노력들이 있다.[10]

## 일반적 특성

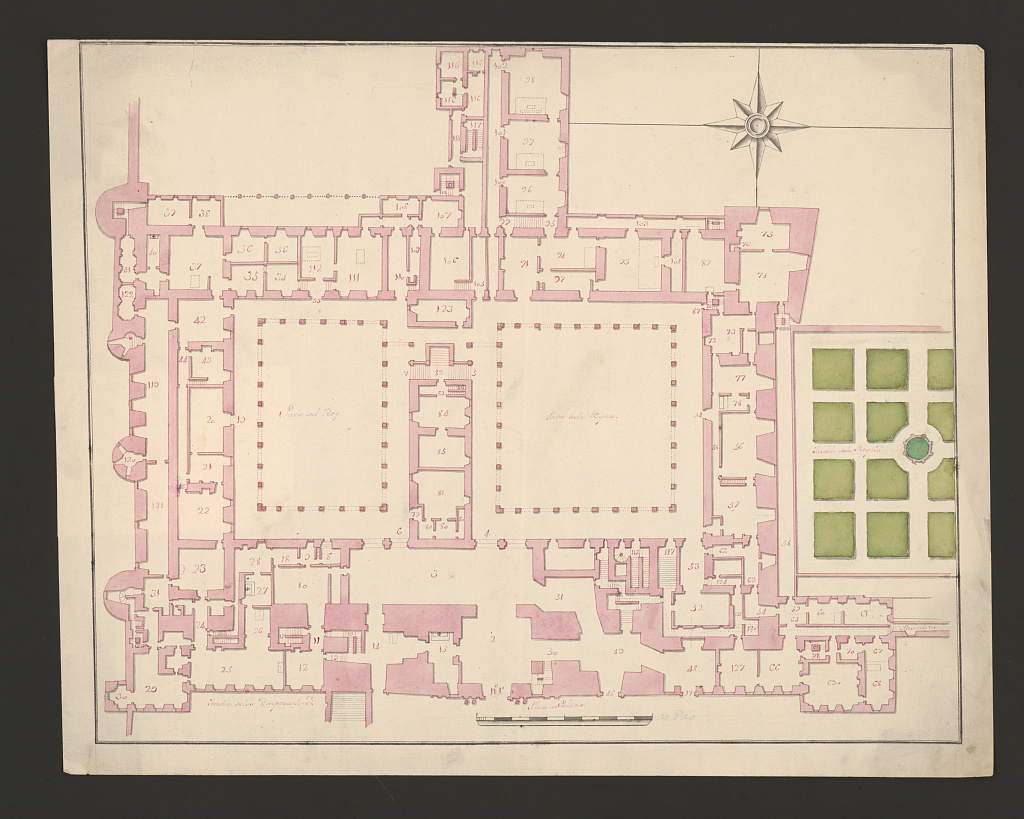
마드리드 왕립 알카사르의 1층 도면

알카사르라고 정의되는 건축 양식은 건축 설계면에서 찾아볼 수 있는 독특한 이베리아 방식이다. 이 건축 기법은 이슬람과 기독교 통치 동안에 건축술에 큰 기여를 했고 지속적인 영향을 미쳤던 모리스코와 무데하르 기술자들의 존재 덕에 무데하르 양식으로 만들어졌다. 알카사르의 특징은 기하학적 디자인과, 거주자들을 위한 은거와 사생활을 강조시킨 내향적 디자인을 가진 이슬람 영향을 반영한다. 이베리아반도의 알카사르는 일반적으로 여러 궁전, 홀, 안뜰 등으로 구성된 복합 건축물 단지로 구성되어 있으며, 이 시설들 모두 특정한 기능을 하였다.

### 정원
정원은 이슬람 스페인 취락에서 중대한 역할을 했으며, 소유자들에게 안정의 공간, 경제적 이득, 낙원에 대한 환상을 제공해주었다. 알카사르의 안뜰은 통치자의 부를 반영하는, 지역 내 가장 거대한 정원이 위치했다. 정원의 영향력은 무슬림들의 통치 이후 기독교 통치자들이 보존하고 흠모하며 일부 정원들이 여전히 남아 있는등 오늘날까지 찾아볼 수 있다.
안쪽 안뜰 정원은 알카사르에서 원예에 대한 가장 일반적인 접근 방식이었다. 정원은 건물이 정원을 완전히 둘러싸고 있는, 상호 연결된 정원에 배치될 것이다. 화려하고 사적인 공간을 숨긴, 내부의 소박한 인테리어로 된 이슬람의 건축 양식을 따라 정원은 외부 시야에서 가려져 있었고, 운이 좋은 사람들만이 안뜰을 볼 수 있었다.
알카사르 궁전의 기본적은 구성들에는 다음이 있었다: 솟아 있는 격자형 구성, 용수 배급소로 쓰인 물탱크를 갖춘 관계 체계, 포장된 산책길 및 도로 등이다. 이슬람 기법의 계속된 영향은 차르바그라고 알려진 기하학적이고, 체계적이며 보통 네 부분으로 구성된 구조를 갖춘 정원에서 볼 수 있다. 다양한 관목, 수목, 채소, 화초 등이 이 정원들에서 자랐다. 과실도 경작되고 판매되었을 것이고 또한 정원에 쾌적한 향기와 미적 아름다움을 제공했을 것이다. 세비야의 알카사르 정원에 있는 과수는 유럽에 레몬, 오렌지, 살구, 복숭아 등 새롭고 '이국적'인 과일들을 소개해주었다고 한다.

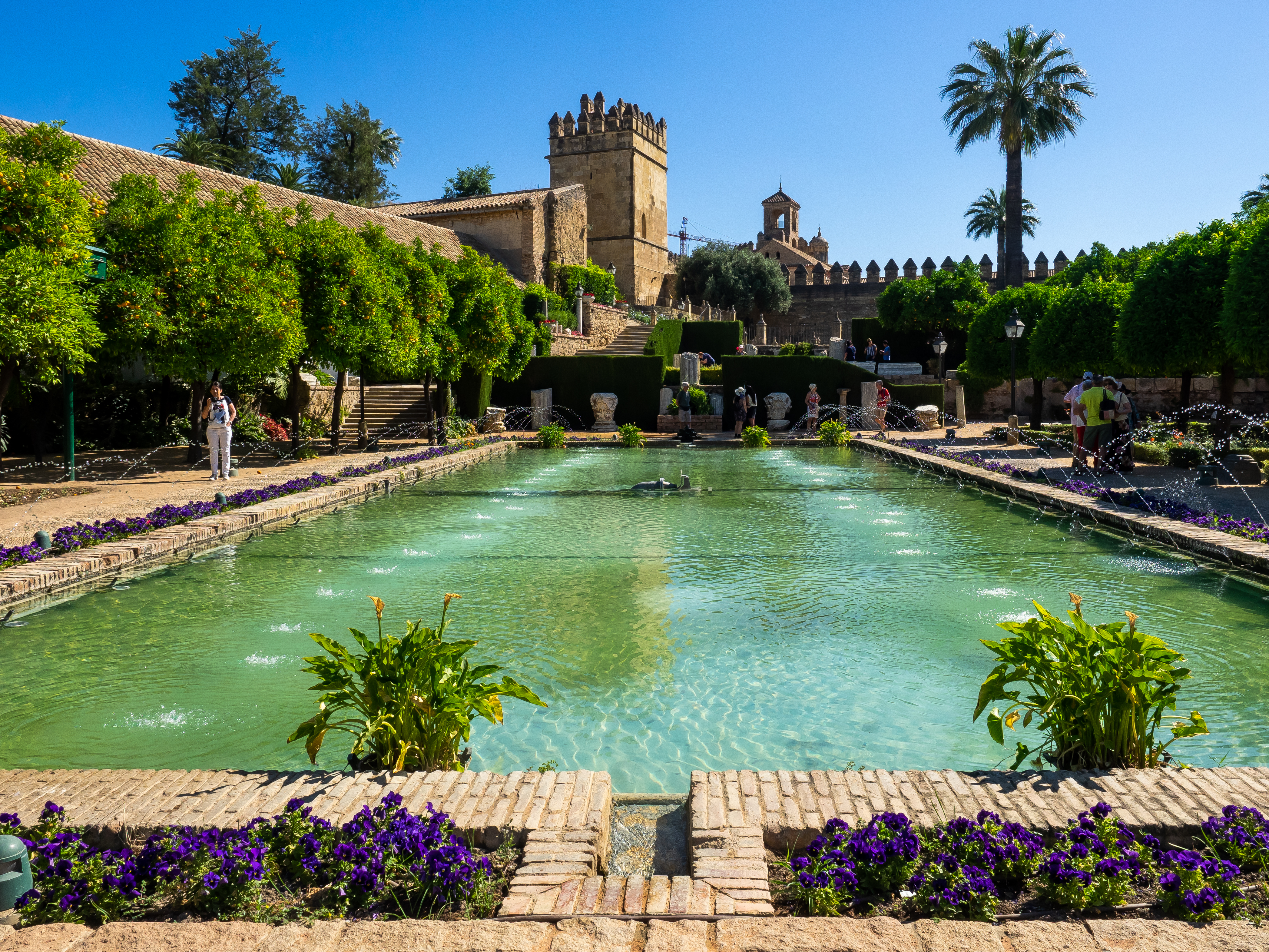
코르도바의 코르도바 알카사르 정원.
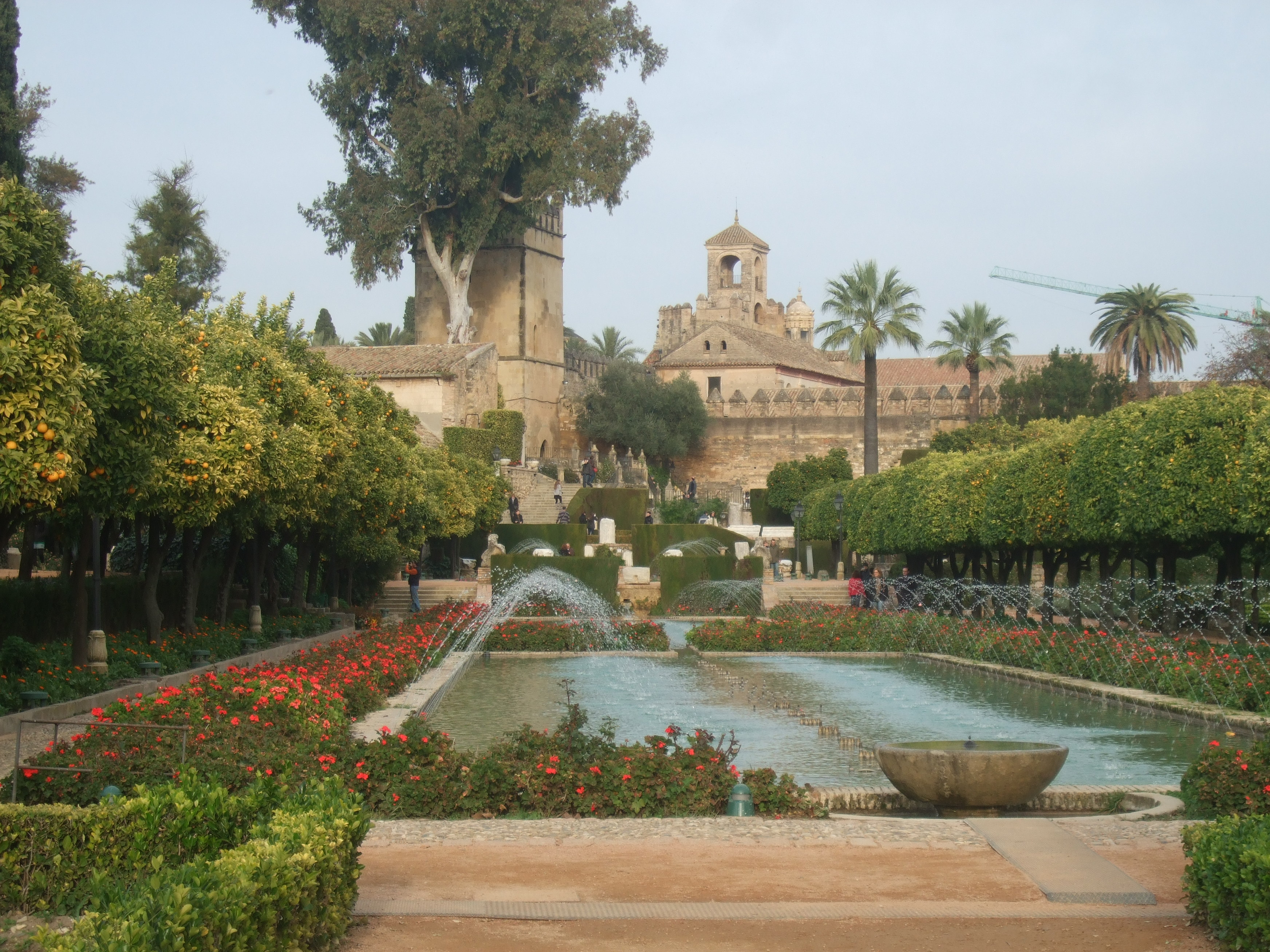
코르도바의 왕의 정원
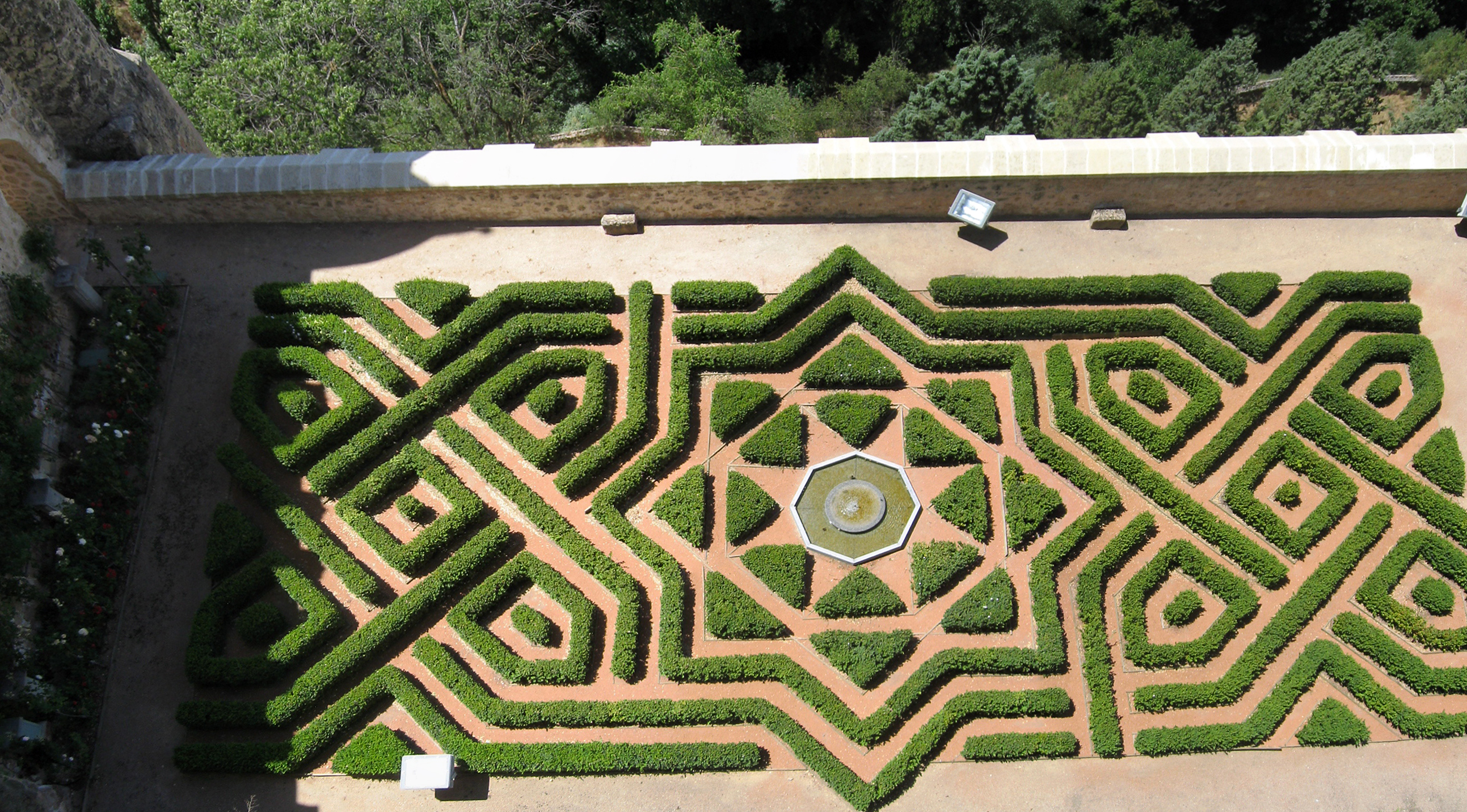
세보비아의 알카사르 정원
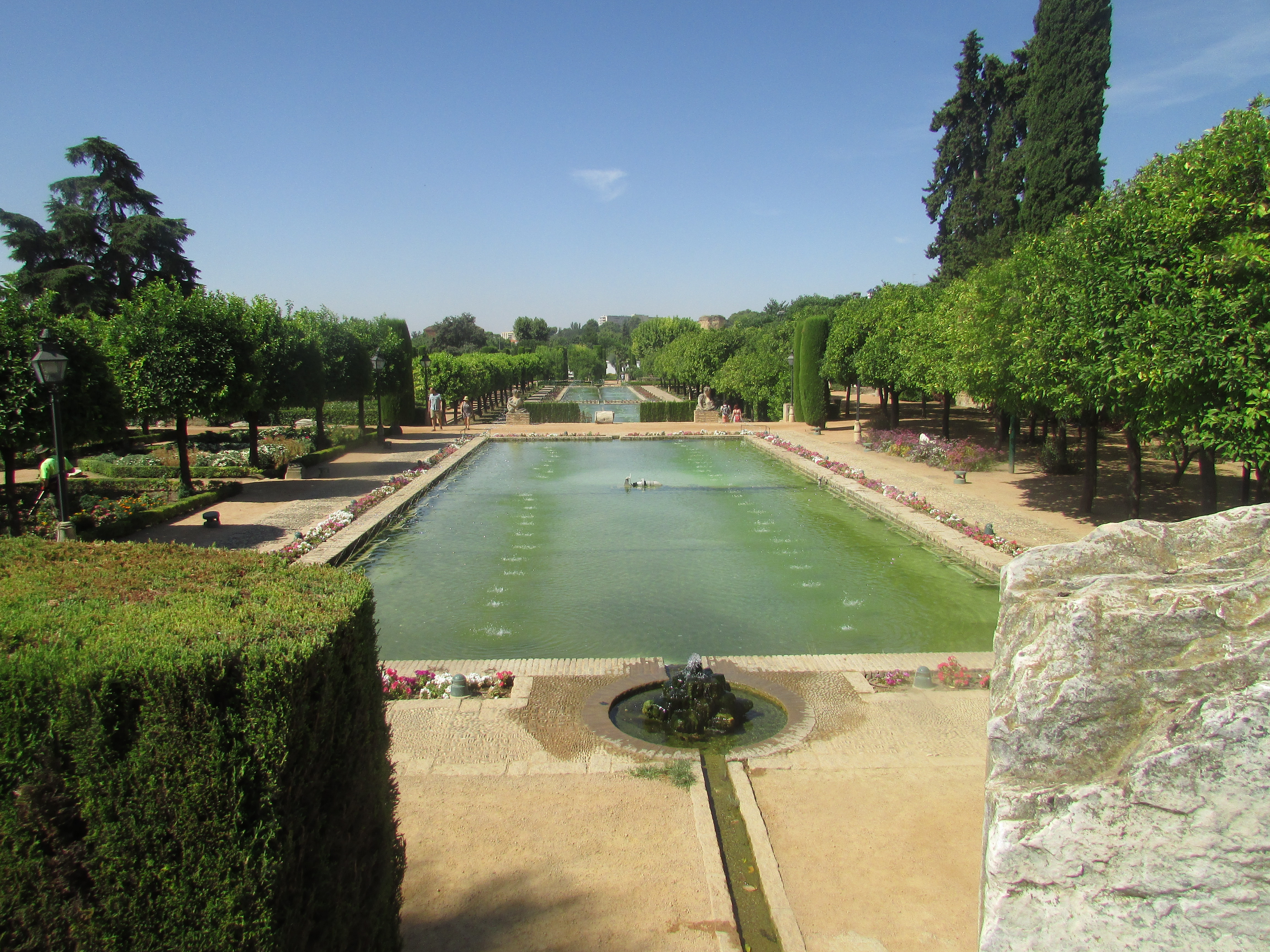
코르도바 알카사르의 상수도 (아래못과 용수로)

#### 상수도

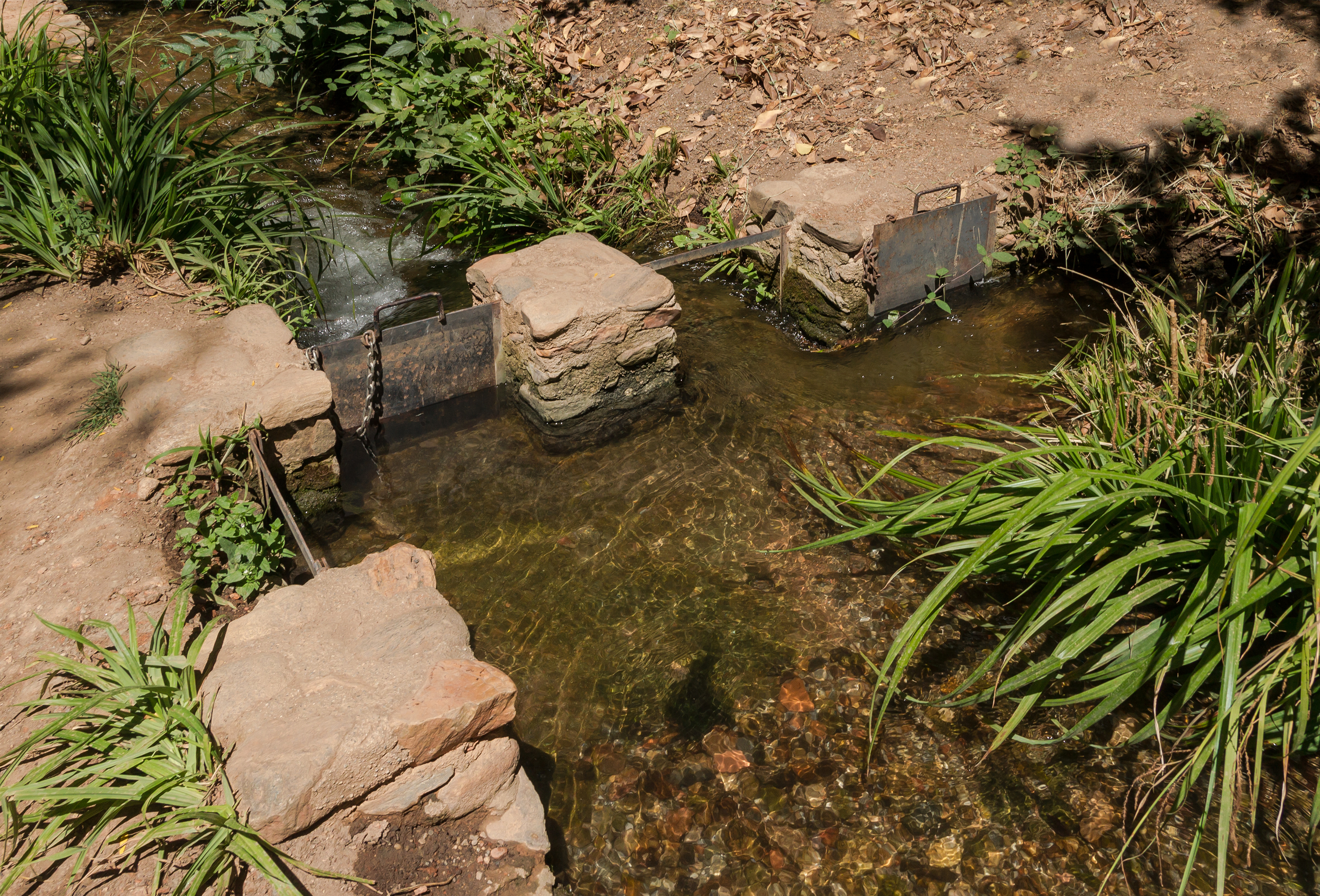
알함브라의 상수도. 정원에 쓰인 용수의 수원

일정한 상수도 시설은 정원의 우거진 식물군을 유지하는 데 필수적이었다. 복잡한 아랍의 상수도 설계는 다양한 용도로 사용하기 위해 알카사르의 안뜰에 포함되었다. 이 수계는 정원에 지속적으로 신선한 물을 공급했고, 미적으로도 정원 공간을 생기가 돋게 했으며, 안뜰과 주변 건축물에 열을 식혀주기도 했다. 알카사르의 각 상수도는 독특한 요소였고, 각 지점의 특성을 정의해주었다. 이 기술은 못, 흐르는 수로, 분수 등에 걸쳐 있고, 외부에서 내부로 시각 및 건축적 관계를 이루게 하였다.물은 정원에 평화감과 영적 안정감을 형성했다.
- 알함브라의 코마레스 궁전은 관계 시설이자 미적 요소로서 모두 기능하는, 안뜰 중심부의 넓은 못을 사용하였다.[15] 관목숲이 못의 측면에 배치되었고 따라서 못의 물과 접할 수 있었고, 이 못은 주변 건축물의 포르티코 두 개를 비추어 보는 사람에게 흥미로운 환영을 제공하였다.
- 세비야의 알카사르에 있는 안뜰은 수중 화단으로 물을 공급하는 송수로와 함께, 양쪽으로 화단을 갖춘 관개 저수지를 갖췄다.[15] 화단들은 중심부의 웅덩이에서 물을 공급하는 수로와 함께 기하학적인 패턴으로 배열되어 있다..

### 명문
우마이야 왕조 이래로, 종교 및 공공 목적을 지닌 명문 기념물들은 이베리아 건축물에서 입구와 파사드에서 흔히 찾아볼 수 있다. 스페인에서 무슬림들이 짓거나 기독교도인들이 지은 무데하르식 궁전들에 있어, 명문들은 궁전의 설계면에서 흔한 것이었다. 한 가지 예시는 그라나다의 알함브라에 있는 것으로 아랍어 명문이 궁전의 벽면들 곳곳에 있다. 이 명문 중에 일부는 꾸란에서 인용한 것과 이븐 알카팁 그리고 이븐 잠라크가 쓴 시, 나스르 왕조의 모토 등을 포함한다. "신 외에는 승자란 없다"(ولا غالب إلا الله)라는 격언을 반복하여 있는 명문도 존재한다.
세비야의 알카사르에, 아랍어와 스페인어가 섞여 있는 명문은 무데하르 양식의 스페인 건축물에 있어 혼합적 분위기를 나타낸다. 이 궁전의 후원자인 카스티야의 페드로 는 아랍어로 된 알카사르 명문들을 포함해 이슬람풍 장식 형태의 미적 감각에 감명을 받은 기독교인이었다.

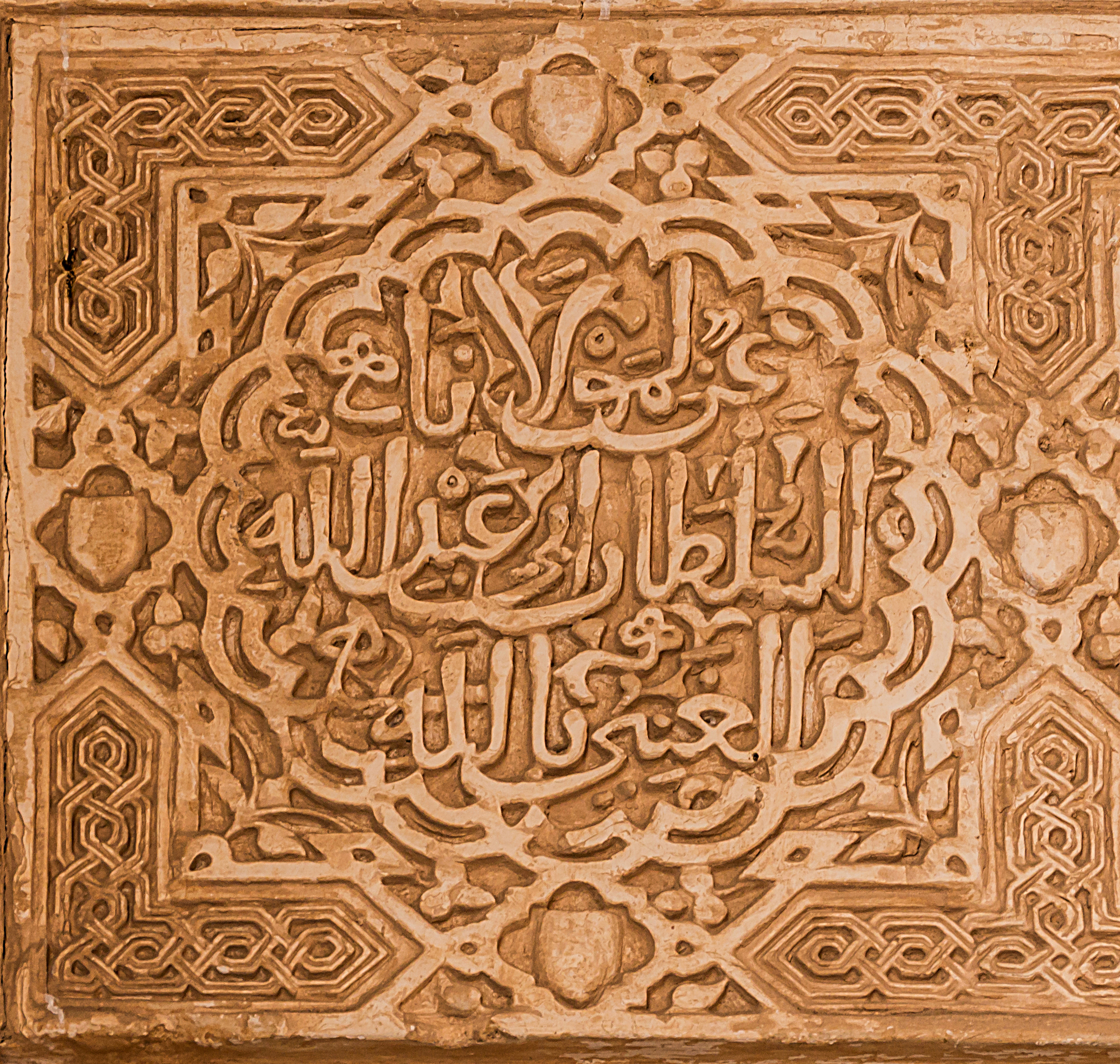
알함브라 궁전 벽면에 정교하게 새겨진 나스르 왕조의 모토
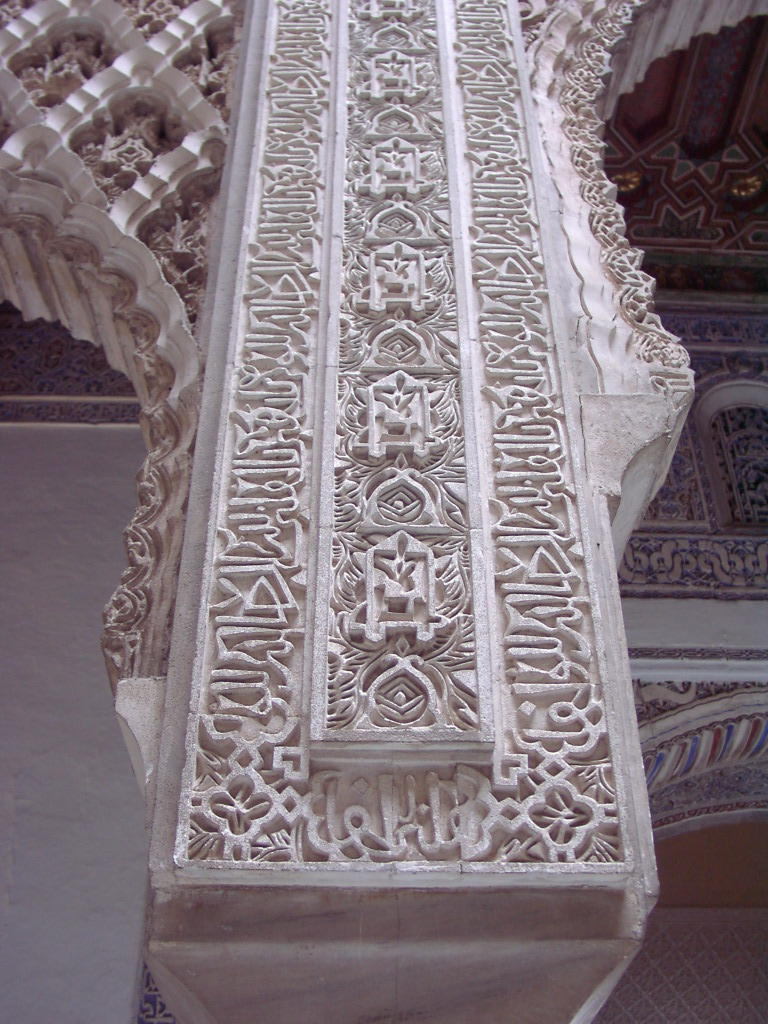
세비야의 알카사르에 있는 화려한 아랍어 명문
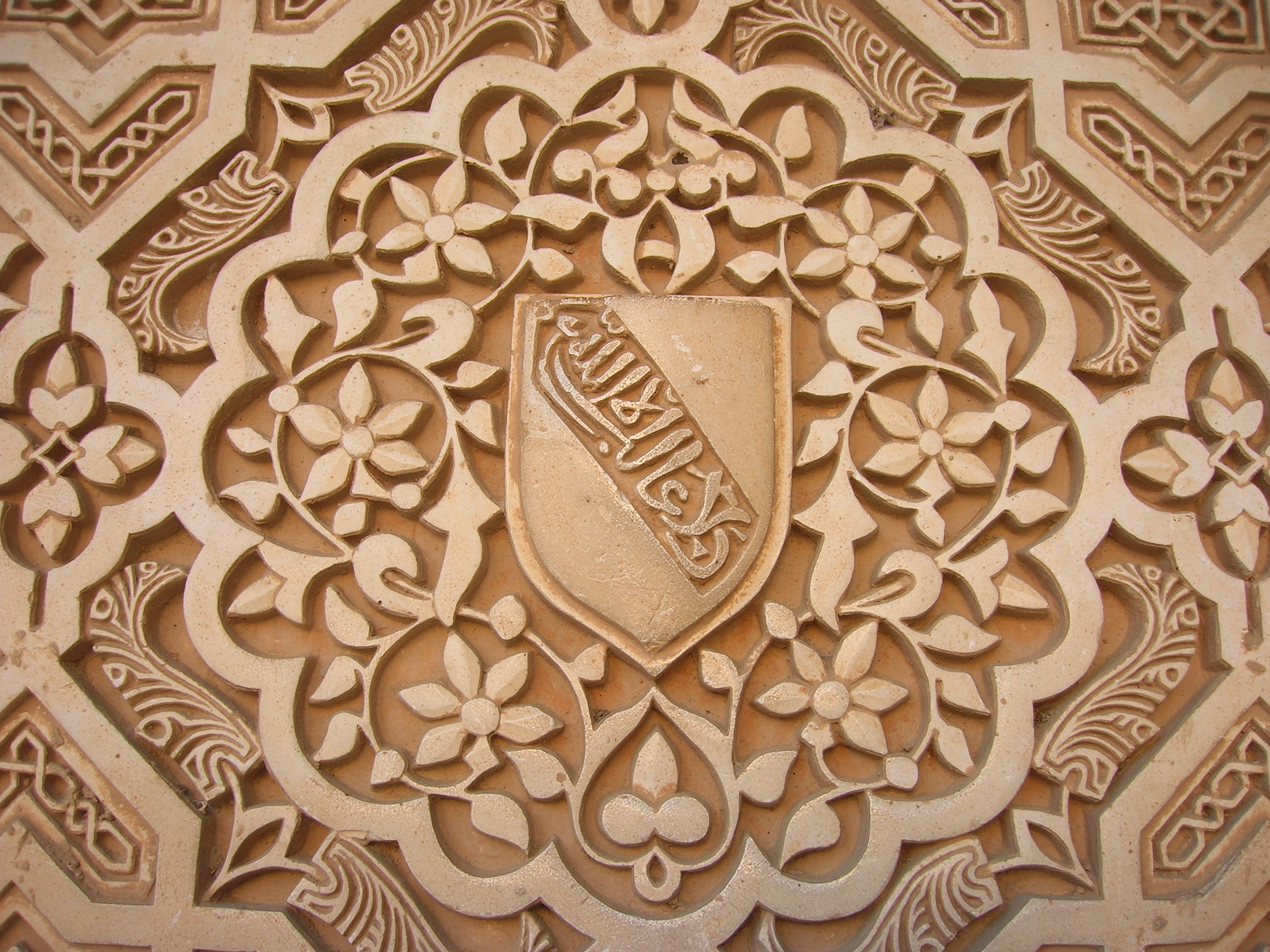
알함브라에 있는 혼합적 명문. 전통적 유럽식 문장에 아랍어로 나스르의 모토가 새겨져 있다.

### 개선문
고대 로마의 개선문 형태의 단일 혹은 삼중 구조로 이뤄진, 알안달루스 지역의 알카사르의 아치는 건축물에 격식과 상징적 특징을 부여하는 데 사용되었다. 이 시설들은 이슬람 풍의 영향을 받은 장식에서 흔하고 전략상 중요 지점에 위치했는데, 주 광장이나 안뜰로 향하는 입구에 흔히 있었다.
- 알함브라는 푸에르타 델 비노(Puerta del Vino, 포도주의 문)과 푸에르타 데 라 유스티시아(Puerta de la Justicia, 정의의 문) 사이에 있는 개선문을 모방하였다. 이곳의 아치는 술탄 그라나다의 무함마드 5세 (1354년–1359년 그리고 1362년–1391년)의 군대 문장을 새긴 스투코를 포함하여 다양한 색깔과 장식문들로 장식되었다[18] 알함브라의 아치는 다양한 목적을 지녔는데 하나는 궁전의 주 안뜰로 향하는 입구이고 또 다른 하나는 통치자가 자신이 소유한 영토를 바라볼 수 있게 그라나다를 향한 외부 경관을 제공하는 것이었다.
- 세비야의 알카사르는 궁정의 핵심적인 파사드로 이어지는, 사냥의 중정(Patio de la Montería)으로 향하는 입구에 개선문이 있다. 이 삼중 아치로 된 구조물은 반다 기사단의 휘장을 포함하여 문장학적 디자인으로 장식되어 있다.[18]

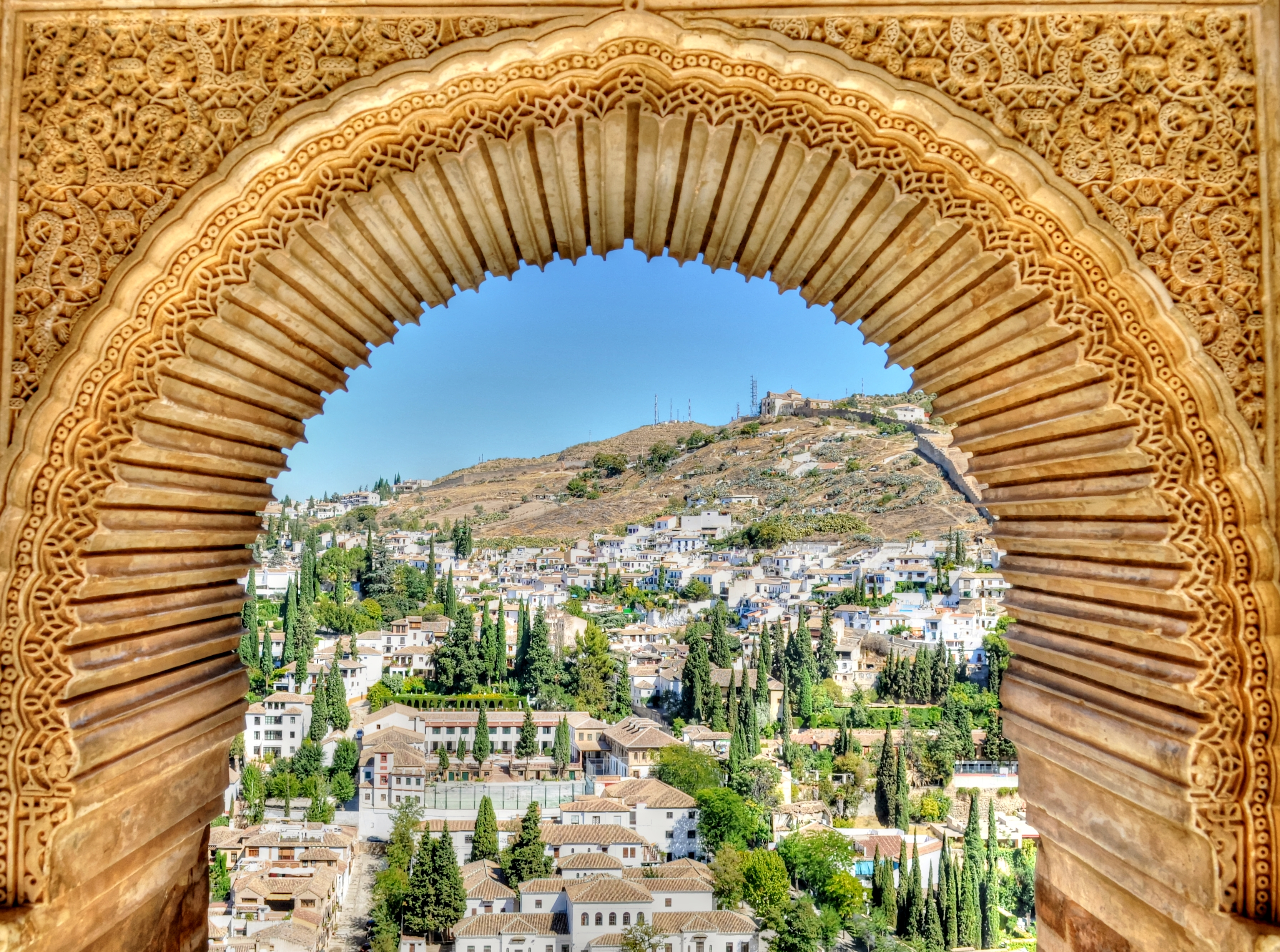
알함브라의 아치에서 본 모습
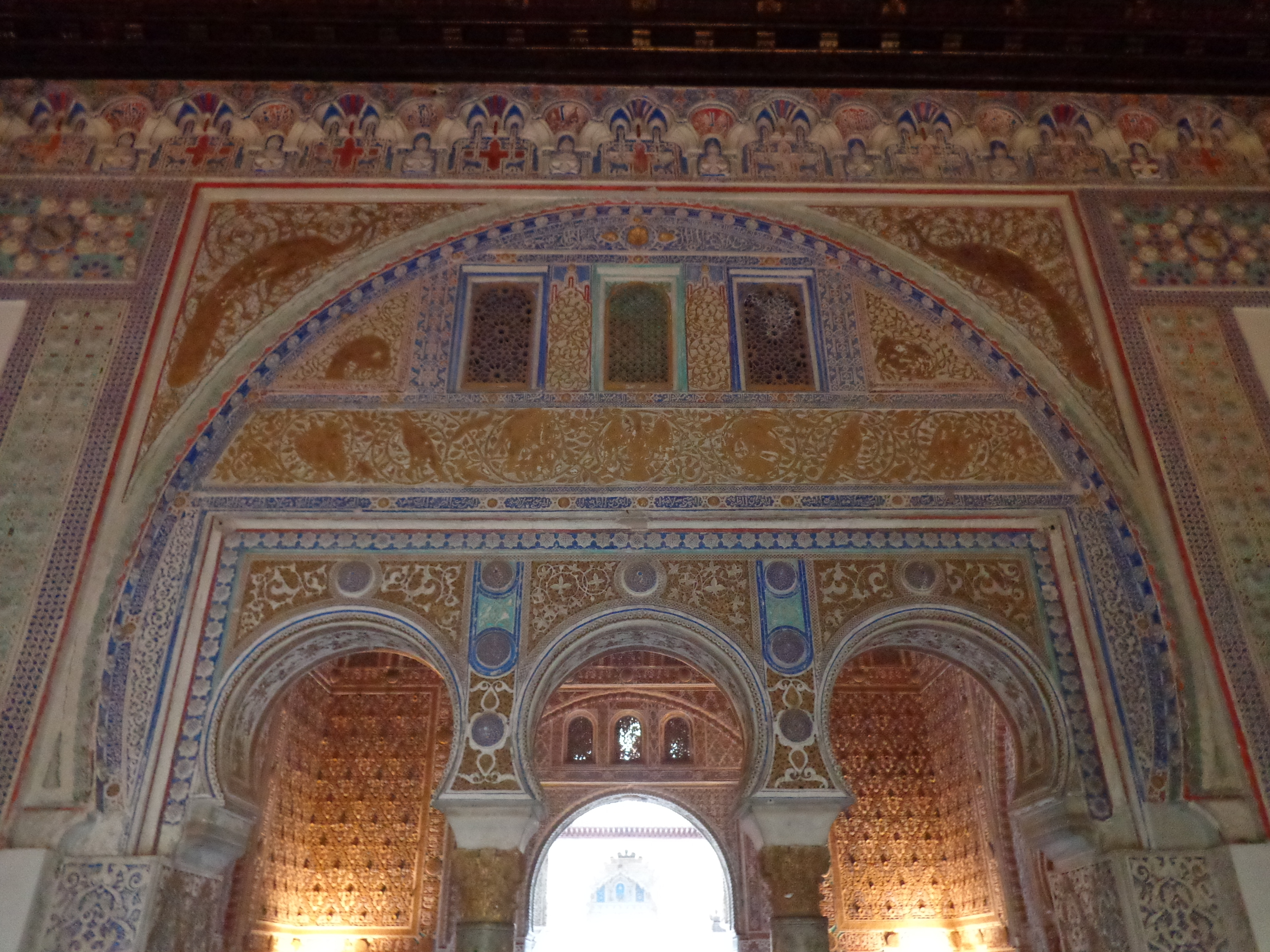
세비야의 알카사르에 있는 삼중 아치
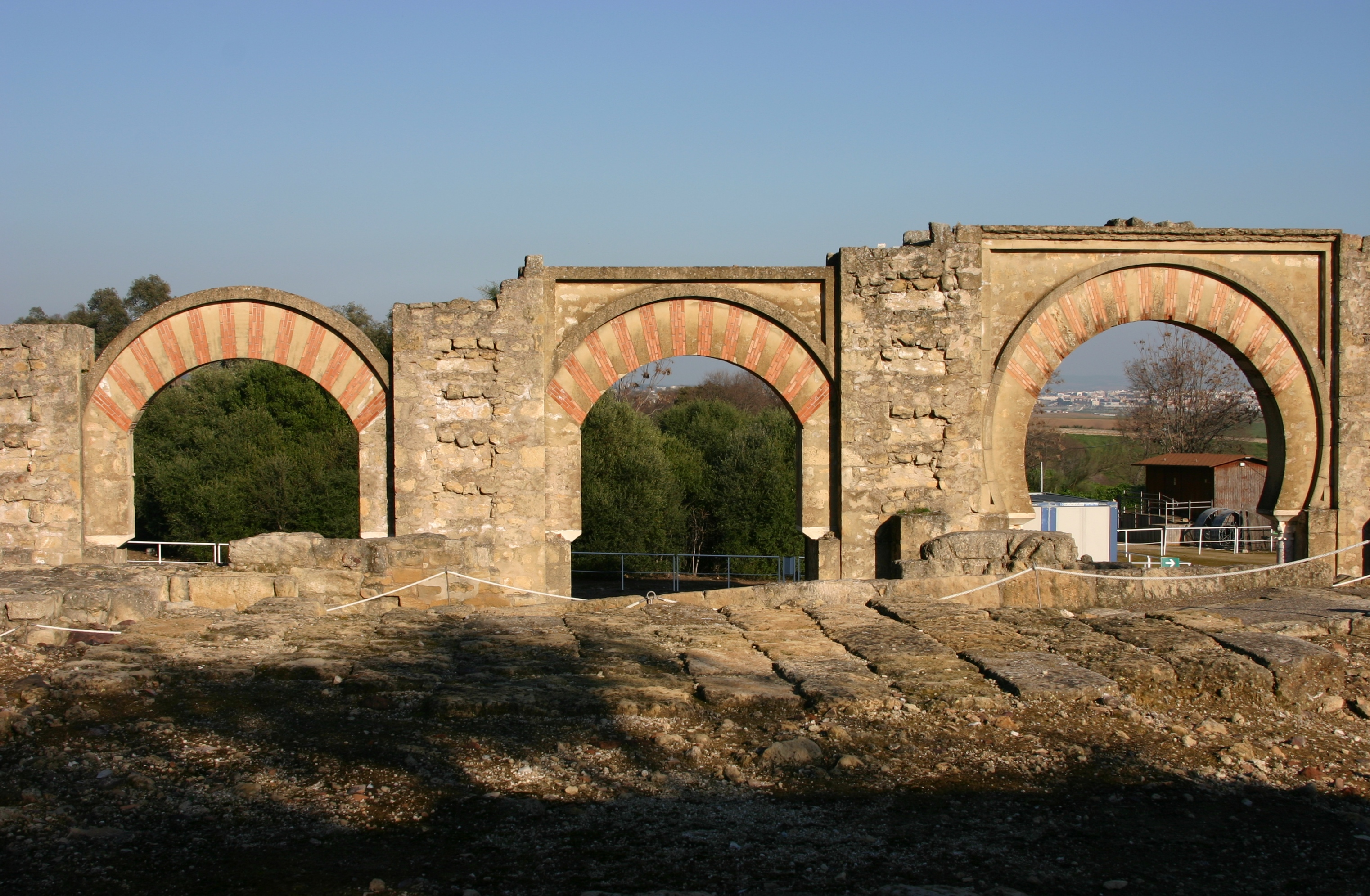
코르도바의 메디나 아자하라에 있는 포르티코식 아치 잔해

## 남아있는 알카사르
- 코르도바에 위치한 알카사르 데 로스 레예스 크리스티아노스, 이른바 '코르도바의 알카사르'는 13세기 코르도바의 레콩키스타 이후 기독교도의 궁전이 된 이슬람풍 궁전이다. 무슬림들은 서고트족의 요새를 정원과 넓은 도서관을 갖춘 넓은 복합 시설물로 확장시켰다. 이 알카사르는 아라곤의 왕 페르난도 2세와 카스티야의 여왕 이사벨 1세의 여름 궁전이었고, 크리스토퍼 콜럼버스가 아메리카 대륙 항해로 유명해지기 전 만남을 가졌던 곳이기도 하다.
- 칼리프의 알카사르 (코르도바)는 알안달루스 정권의 중심지이었고, 8세기에 무슬림들이 도착하여 1236년에 기독교인들에 이 도시가 함락될 때까지 코르도바 에미르와 칼리프의 거처였다. 한때 규모가 39,000 평방미터였다. 구조의 일부만이 남아 있다.
- 헤레스데라프론테라의 알카사르는 스페인 남부에 위치한 요새화 된 왕궁 도시이다. 1931년에, 이곳은 스페인 국가 유적지로 지정되었다.[19] 오늘날, 헤레스데라프론테라에서 주민들을 위한 공원으로 쓰이고 있다.

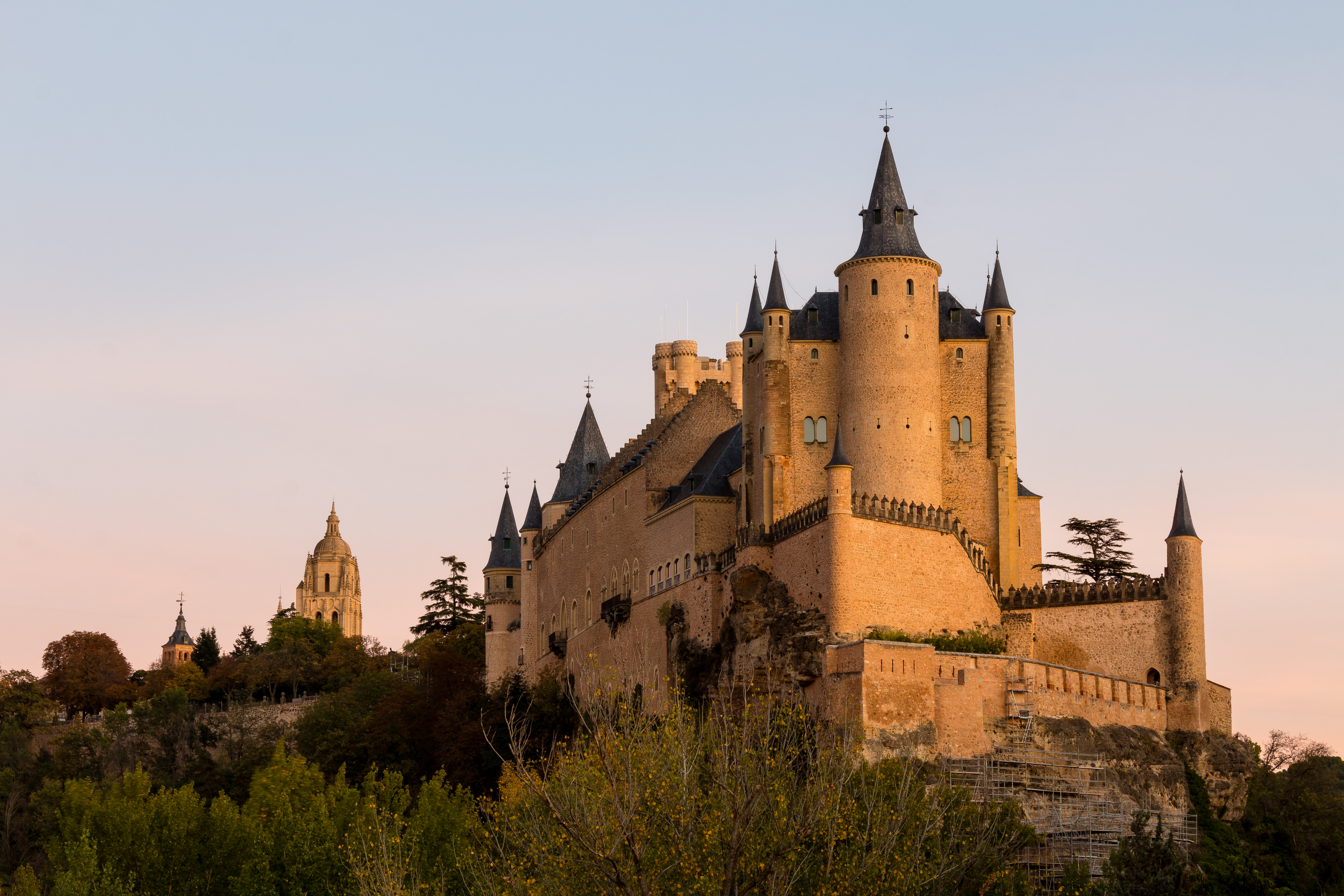
세고비아의 알카사르

- 세고비아의 알카사르세고비아의 알카사르는 12세기에 처음으로 언급되었지만, 이곳의 토대는 로마 시대로 거슬러 올라간다. 이슬람 요새가 있던 자리에 기독교 군주들이 세운 성이다. 카스티야 왕국 시절인 중세 동안에 세고비아의 알카사르는 카스티야 군주들이 가장 선호하던 거처였으며, 거의 대부분의 왕들은 이 성에 새로운 시설들을 설치하며 본래의 요새 시설을 왕가의 거처로 전환시키고 성의 구조물을 16세기까지 늘렸는데, 이때 펠리페 2세 국왕은 원뿔 모양의 첨탑과 석판 지붕을 더했다. 1862년의 화재가 지붕의 일부를 파괴했으나, 300년 전에 지어진 것과 아주 유사한 양식으로 복원되었다. 이 성에서 카스티야 왕위 계승 전쟁의 전초인 이사벨 1세의 카스티야 여왕으로의 즉위 선포가 있었다.
- 무와히드 칼리파국의 왕궁터에 있었고 이른바 '알무와락'이라 불린 세비야의 알카사르는 1360년대에 무데하르 양식으로 기독교도 카스티야인 기술자들이 지었고, 잦은 리모델링을 거쳤다. 처음에는 카스티야의 페드로와 그의 정부 마리아 데 파디야가 사용했었다. 구조물과 정원 등은 유네스코 세계문화유산에 등재되어 있다.

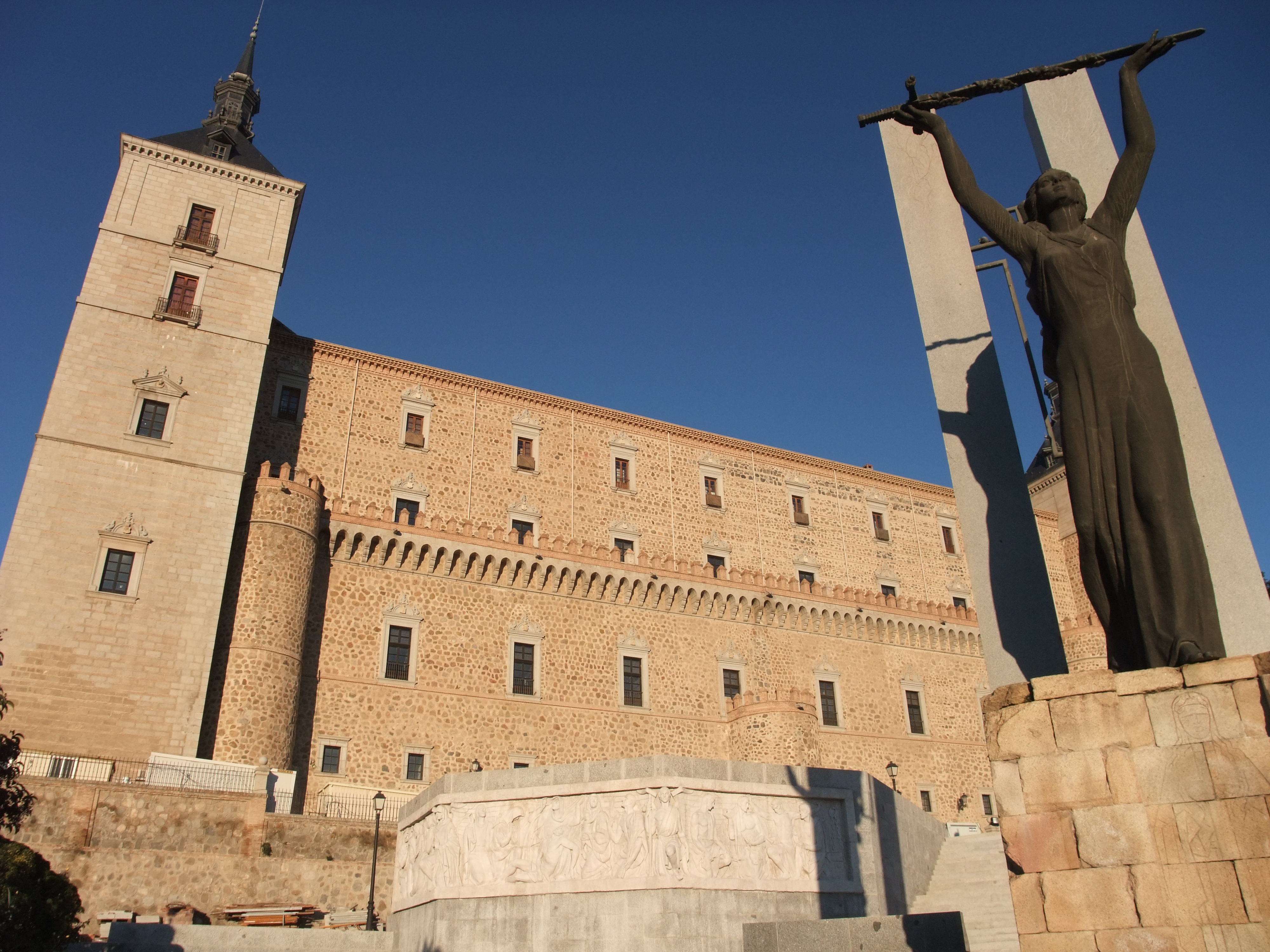
톨레도의 알카사르 광경

- 톨레도의 알카사르는 3세기에 로마 궁전으로 사용되었고 그 뒤에 카를로스 1세 때 복원되었다.[20] 근대에는 군사 대학으로 쓰였다. 스페인 내전의 알카사르 공방전 때 이 성이 언급되는데, 이 당시 이곳은 공화국 군대에 맞서던 국민파 소속 대령 호세 모스카르도 이투아르테가 점령하고 있었다. 공화국 군대는 모스카르도의 24살 아들 루이스를 생포하고, 1936년 7월 23일에 모스카르도에게 10분 안에 알카사르를 넘기지 않는다면 아들이 죽을 것이라 알렸다. 모스카르도가 항복하지 않자, 루이스는 죽음을 맞이 했으나, 즉시 죽지는 않고 한 달 뒤인 8월 23일에 사망했다.
- 그라나다의 알함브라는 왕궁이자 복합 요새이다. 레콩키스타 이후 기독교 군주의 왕궁으로 기능하기 이전에는 알안달루스에 위치한 무슬림들의 마지막 근거지였다.[1] 오늘날 이곳은 스페인에서 가장 유명한 관광지 중 한 곳이다.

### 사라진 알카사르
- 부르고스성은 본래 스페인의 이슬람인들이 세운 것이지만 카스티야의 국왕들이 흔히 사용한 왕궁으로 알려져 있다.  합스부르크 가문이 이 왕궁을 획득하고 1813년에 프랑스 군대의 의해 부분적으로 손상된 이후로는 가치를 상실했다. 시민들이 20세기 말에 부분적으로 왕궁 복원을 시도하기도 했었고, 현재는 박물관으로서 역할을 하여 방문객들이 지상에 남아있는 성의 일부 부분을 볼 수 있다.
- 마드리드의 왕립 알카사르는 신성 로마 황제 카를 5세가 지은 왕궁 (그의 아들 펠리페 2세가 복원)으로, 17세기에 부엔 레티로 궁전이 이곳을 부분적으로 대체할 때까지 마드리드의 주 왕궁이었다. 1734년 화재로 파괴되었고, 현재의 마드리드 왕궁이 이 터에 지어졌다.
- 세고르베의 알카사르

### 스페인 외부
스페인 밖, 시칠리아의 팔레르모에 있는 카사로는 포에니인들의 취락 지스(Zis)에 해당하고, 이곳을 아랍인들이 재요새화시키면서 '알카스르'(al-qaṣr)로 알려졌고 후대 노르만 궁정으로 확장되었다.
본래 크리스토퍼 콜럼버스의 아들 디에고 콜룸부스가 1509년에 지은, 산토도밍고의 옛 식민지 궁정은 알카사르 데 콜론이라 흔히 알려져 있고 안달루시아 양식으로 지어졌다.

## 같이 보기
- 알카사바
- 무데하르 양식
- 크렘린
- 무어인의 성